# Lepthyphantes maurusius
Lepthyphantes maurusius este o specie de păianjeni din genul Lepthyphantes, familia Linyphiidae, descrisă de Brignoli, 1978.
Este endemică în Morocco. Conform Catalogue of Life specia Lepthyphantes maurusius nu are subspecii cunoscute.